# Hufvudstadsbladet
Hufvudstadsbladet (fork. Hbl) er med sit oplag på ca. 51.000 eksemplarer den største svensksprogede avis i Finland. Den har, som navnet antyder, sin hovedredaktion i landets hovedstad, Helsinki. Hufvudstad  er en ældre stavemåde for huvudstad, "hovedstad".
Avisen blev grundlagt af August Schauman og udkom første gang 5. december 1864. I løbet af det 19. århundrede blev avisen landets største. I 1920 blev Hufvudstadsbladets Förlag och Tryckeri AB dannet for at drive avisen. Selskabets ejer og direktør var Amos Andersson, der tillige var redaktør 1922-1936. Konstsamfundet, dannet af Andersson i 1940, overtog ejerskabet i 1945 og har været eneejer af avisen siden.
Avisen er siden 2004 udkommet i tabloidformat. I 2006 blev avisen tildelt European Newspaper Award for Europas bedst designede avis i kategorien lokale aviser.